# Desfile de las escuelas de samba de Río de Janeiro
El desfile de las escuelas de samba de Río de Janeiro es una parada carnavalesca que se realiza anualmente en el Sambódromo del Marqués de Sapucaí, en Río de Janeiro, Brasil.
El desfile competitivo fue ideado por el periodista pernambucano Mário Filho (hermano del dramaturgo Nelson Rodrigues), que organizó a través de su periódico Mundo Sportivo el primer certamen oficial en 1932. Otro recifense, Pedro Ernesto, también actuó de manera decisiva para el éxito del evento: cuando fue alcalde del entonces Distrito Federal, se convirtió en el primer político en dar apoyo financiero al carnaval, dentro de un proyecto que buscaba transformar a Río en una potencia turística, y en 1935 reonoció y oficializó los desfiles.
Un determinado número de agremiaciones disputa el título de campeón del carnaval con evaluaciones realizadas por jurados divididos en diversos conceptos previamente estipulados por las ligas organizadoras del evento que son LIESA, LIERJ, Superliga y LIVRES. Otras ligas y a administraron esos desfiles como UGESB, FBES, UCES, AESCRJ, LIESGA, Samba é Nosso, ACAS y LIESB.

## Características generales
A lo largo de los años han cambiado los nombres de los grupos, el número de escuelas participantes y las reglas del concurso.
Las escuelas tienen sus componentes divididos en grupos o "alas" y cada ala tiene un mismo disfraz. Dentro de su formación deben contar con una "batería" que son los rítmicos que tocan los instrumentos de percusión; un ala de "baianas", figura tradicional en el carnaval de Río; un ala infantil, una comisión de frente formada por una media de 15 personas que van al frente de la escuela, normalmente con una presentación teatral o coreográfica; las "alegorías" que son las carrozas donde están los "destaques", las figuras centrales de la trama, los "pasistas" que son los componentes que desfilan «sambando no pé» (en español: "sambando a pie") ya que las alas desfilan y no danzan; los directores de armonía, que son los elementos responsables de la organización del desfile; la pareja del mestre-sala y porta-bandeira que son los encargados de portar la bandera de la escuela, se presentan ricamente vestidos y bailando. Todos los componentes cantan al unísono la samba-enredo, dirigidos por el cantante oficial de la escuela, el «puxador».
Los desfiles del Grupo Especial y de la Serie A (fusión de los Grupos de Acceso A y B) tienen lugar en el Sambódromo. Los desfiles de los Grupos de Acesso C, D y E, (ahora B, C, D y E) tienen lugar en la Estrada Intendente Magalhães donde se instalan gradas para el público. Cada escuela tiene un tiempo de desfile que puede variar de 75 minutos para las del Grupo Especial, que tienen hasta 5.000 miembros, a 30 minutos para las escuelas más pequeñas que no llegan a 300 miembros.
Las escuelas del Grupo Especial participan en el desfile de LIESA los días domingo, lunes y martes. El desfile de la Serie A tiene lugar el viernes y el sábado de Carnaval. El desfile es organizado por la AESCRJ, que antes se llamaba "Grupo de Río de Janeiro". El martes tiene lugar el desfile de las escuelas de samba para niños, organizado por Aesm-RIO.
El Miércoles de Ceniza se realiza el recuento de las puntuaciones de las escuelas de samba del Grupo Especial. Se proclama al campeón y la última clasificada desciende a la Serie A. Los seis primeros vuelven al Marquês de Sapucaí el sábado siguiente para el Desfile de Campeones. Del mismo modo, en el recuento del desfile de la Série A, celebrado después del recuento del grupo especial, se declara el campeón (que asciende al grupo inmediatamente superior) y el que descenderá al Grupo de Acceso inferior. 